# Affaire Queiroz
L’affaire Queiroz est le nom d’un détournement de fonds publics et d’une grave crise politique du gouvernement du président brésilien Jair Bolsonaro. 
Elle commence le 6 décembre 2018 par un rapport du Coaf (Conseil de contrôle d’activités financières - Conselho de controle de atividades financeiras en Portugais) relatif aux détournements de fonds publics au profit des députés régionaux de l’État de Rio de Janeiro et de leurs proches, parmi eux le sénateur fraîchement élu Flávio Bolsonaro, fils de Jair Bolsonaro, mais également la première dame Michelle Bolsonaro. Cette affaire, survenue peu avant la prise de fonction le 1er janvier 2019 de Jair Bolsonaro, jette un sérieux trouble dans son image. En effet, sa campagne présidentielle avait été fortement marquée par sa lutte contre la corruption. 
La parution de ce rapport déclenche immédiatement la curiosité des journalistes qui mettent au jour d’autres versements suspects, mais aussi des liaisons sulfureuses entre les protagonistes de cette affaire et la grande criminalité autour de Flávio Bolsonaro.
Cette affaire tire son nom de Fabrício José Carlos Queiroz, policier à la retraite, ex-garde du corps, ex-chauffeur et ex-adjoint de Flávio Bolsonaro durant dix ans alors que ce dernier est simple député régional de l’État de Rio de Janeiro. L’enquête du Coaf de 422 pages porte sur 27 députés régionaux et 74 emplois fictifs supposés à l’Assemblée législative de l’État de Rio de Janeiro. On soupçonne que l’argent est encaissé par des hommes de paille qui versent ensuite une partie sur les comptes des parlementaires ou de leurs proches, selon un procédé appelé rachadinha. Le Coaf signale des transactions « atypiques » sur le compte de Queiroz de janvier 2016 à janvier 2017 de 1 236 838,00 reais, incompatibles avec son patrimoine et ses revenus. Par la suite, d’autres enquêtes journalistiques font monter les transactions à au minimum 7 millions de reais, en comptabilisant des opérations dans les années précédentes,,.

## Protagonistes liés aux Bolsonaro
Flávio Bolsonaro, fils du président Jair Bolsonaro, est d’abord député régional d’État et se fait élire sénateur en octobre 2018 par le PSL.
Fabrício Queiroz, policier retraité, ex-chauffeur, ex-garde du corps et ex-assistant pendant dix ans du député Flávio Bolsonaro jusqu’en octobre 2018, date à laquelle ce dernier cesse d’être député. Son salaire à l’Assemblée est de 8 517,00 reais qu’il cumule avec une retraite de la police de 12 600,00 reais.
Nathalia Queiroz, fille de Fabrício Queiroz, coach sportive, est adjointe de Flávio Bolsonaro de 2007 à 2016. Une semaine après avoir quitté ses fonctions, en décembre 2016, elle devient secrétaire parlementaire de Jair Bolsonaro, alors simple député fédéral.
Evelyn Mello de Queiroz, sœur de Nathalia, embauchée au cabinet de Flávio Bolsonaro en décembre 2016, à la place laissée vacante par sa sœur. Son salaire est de 7 500,00 reais.
Márcia Oliveira de Aguiar, épouse de Fabrício Queiroz, mentionnée dans les feuilles de paie comme consultante parlementaire, a le salaire de 9 200,00 reais.
Raimunda Veras Magalhães, ex-employée au cabinet de Flávio Bolsonaro, mère de l’ex-capitaine de police Adriano Magalhães da Nóbrega, chef présumé de la bande Escritório do Crime. Elle verse une partie de sa paie à Fabrício Queiroz. 
Danielle Mendonça da Costa da Nóbrega, épouse du chef presumé de la bande Escritório do Crime. Également employée au cabinet de Flávio Bolsonaro.
Michelle Bolsonaro, première dame, reçoit un chèque de 24 000,00 reais de Fabrício Queiroz. Cependant, le président Jair Bolsonaro, vole à son secours. Il parle d’un prêt de 40 000,00 reais qu'il avait accordé à son « vieil ami » Queiroz. Ainsi, le chèque versé au compte de sa femme serait une partie du règlement de cette dette. Et le président conclut ainsi : « Personne ne donne ou ne reçoit de l’argent sale avec un chèque nominal ».

## Chronologie des faits

### Décennie 1980
Une amitié se créé entre Queiroz et le futur président, Jair Bolsonaro.

### Décembre 2018
- Le 6: publication du rapport du Coaf révélant des transactions « atypiques » de 1,2 million de reais dans la année 2016 sur le compte de Queiroz.
- Le 19 : Queiroz est absent à la convocation judiciaire pour éclaircissements. Ses avocats justifient son absence par une « soudaine crise de santé » et se plaignent qu’ils « n’avaient pas eu le temps d’analyser les pièces de l’enquête », dont ils sollicitent copie.
- Le 21 : Nouvelle absence de Queiroz. Ses avocats informent les procureurs de l’hospitalisation d’urgence de leur client pour des analyses « intrusives avec anesthésie ».
- Le 26 : Queiroz accepte de justifier l’origine des fonds à une chaîne de télévision : « Je suis un gars d’affaires, explique-t-il. Je fais de l’argent. J’achète, je revends, j’achète, je revends. J’achète des voitures, je revends des voitures ».

### Janvier 2019
- Les neuf premiers jours de l’année, Queiroz est hospitalisé loin de Rio, à l’Hôpital Albert Einstein de São Paulo, pour une chirurgie d’une tumeur maligne aux intestins.
- Le 10 : Flávio Bolsonaro ne comparaît pas à son tour à l’audience devant les procureurs du Ministère Public de Rio de Janeiro, c’est-à-dire, les procureurs régionaux.
- Le 12: Queiroz apparait dans une vidéo enregistrée à l’hôpital par sa fille. Il danse alors qu’il porte une perfusion[7].
- Le 14: Le procureur de l’État de Rio de Janeiro, Eduardo Gussem, affirme que le Ministère Public de l’État de Rio de Janeiro n’a pas besoin des dépostions de Flávio Bolsonaro et de son ex-assistant Fabrício Queiroz pour présenter une dénonciation pour transactions financières suspectes. D’après lui, l’enquête est corroborée par des « preuves et des documents consistants ».
- Le 17 : A la demande du sénateur fraîchement élu Flávio Bolsonaro, Luiz Fux, Ministre du Tribunal suprême fédéral, seule Cour habilitée à juger les sénateurs qui bénéficient d’une juridiction spéciale, suspend provisoirement les enquêtes, en attendant une décision définitive.
- Le 22 : Un fait extérieur au rapport du Coaf complique la situation des Bolsonaro. En effet, la police démantèle une cellule de l’Escritório do Crime, bande de tueurs à gage formée de policiers et d’ex-policiers véreux. Son chef présumé, Adriano Magalhães da Nóbrega, ex-capitaine de la police, réussit à s’enfuir, mais pas l’un de ses comparses, Ronald Paulo Alves Pereira. Or, ces deux individus avaient été honorés à l’Assemblée législative de Rio de Janeiro par la Médaille Tiradentes[8] à la demande de Flávio Bolsonaro. Par ailleurs, d’après les investigations, ce groupe serait derrière l’assassinat en mars 2018 de Marielle Franco[9]. La presse fait immédiatement remarquer que l’épouse d’Adriano Nóbrega, Danielle Mendonça da Costa da Nóbrega, et sa mère, Raimunda Veras Magalhães, apparaissent dans le rapport du Coaf[10],[11],[12].
- Le 31 : Le Ministre du Tribunal suprême fédéral Marco Aurélio Mello autorise la reprise des poursuites par le tribunal de l’État de Rio de Janeiro. D’après lui, la protection du STF et la juridiction spéciale ne peuvent pas s’appliquer à Flávio Bolsonaro car, d’une part, le Sénat n’a pas encore commencé sa législature et, d’autre part, l’intéressé n’était qu'un député régional de l’État de Rio de Janeiro à l'époque des faits[13].

### Février 2019
- Le 4 : On nomme le procureur Claudio Calo en remplacement d’Eduardo Gussem pour l’affaire Queiroz. La presse d’opposition se déchaîne car il est connu pour être proche des Bolsonaro : il a en effet déjà partagé des tweets d’Eduardo Bolsonaro et de Carlos Bolsonaro en exaltant la « modestie » du président Jair Bolsonaro[14].
- Le 5 : Carlos Calo présente sa démission pour éviter les suspicions. Par la même occasion il révèle une “rencontre amicale” avec Flávio Bolsonaro en novembre 2018[15].
- Le 6 : L’affaire Queiroz est attribuée au procureur Luís Otávio Figueira Lopes[16], qui sollicite immédiatement l’aide du Gaecc (Grupo de atuação especializada no combate à corrupção – “Groupe d’action spécialisé dans le combat à la corruption”). Lopes faisait partie de la task-force d’enquête sur l’assassinat de Marielle Franco, de laquelle il été éloigné cinq mois seulement après le crime[17].

### Mars 2019
- Le 1: Queiroz qui avait refusé quatre fois de se présenter au Ministère Public, envoie une déposition écrite. Il y affirme que son rôle se limitait à la « comptabilité financière » des salaires des autres membres du cabinet. Il confirme que ces derniers en reversaient une partie sur son propre compte personnel, sommes qu’il repassait ensuite sur le compte de Flávio Bolsonaro dans le seul but que celui-ci « intensifie son activité politique ». Tout ceci, d’après ses dires, sans que Flávio Bolsonaro le sache. Des questions restent sans réponse pour le Ministère Public, parmi elles : pourquoi les versements étaient-ils faits par petites tranches ? pourquoi Flávio Bolsonaro ne serait-il pas informé de l’embauche d’employés dans son cabinet ?; pourquoi avoir envoyé aussi un chèque à la première dame, Michelle Bolsonaro[18] ?

- Le 14 : Le député fédéral Alexandre Frota du PSL, le parti du président, estime dans un discours qu’il est nécessaire d’arrêter Fabrício Queiroz en raison de ses aveux et que Flávio Bolsonaro doit s’éloigner de son mandat au Sénat « pour mieux se défendre. » Il ne supporte plus, ajoute-t-il d’entendre les députés de gauche évoquer le détournement d’argent dans l’affaire Queiroz.

- Le 15 : Alexandre Frota declare qu’après « quatre années de dévouement, je viens de recevoir l’information selon laquelle je suis maintenant persona non grata au gouvernement ». Flávio Bolsonaro lui dit aussi que son père est « fâché » après lui[19].